# Inselmühle Norderney
Die Inselmühle Norderney namens Selden Rüst ist eine unter Denkmalschutz stehende, 1862 als Getreidemühle erbaute Holländerwindmühle auf der Insel Norderney in Niedersachsen. Sie ist neben Kap und Leuchtturm eines der Wahrzeichen der Stadt.

## Geschichte
Die einzige Mühle auf einer der niedersächsischen Inseln wurde in der Bauform eines einstöckigen Galerieholländers durch den aus Ostermarsch stammenden Müller  Ihbe Lammers Hellmers im Jahr 1862 errichtet, um die Bäcker der Insel mit Weizen- und Roggenmehl versorgen zu können. Der Grund waren die zu dieser Zeit rund 2000 Einwohner und 2815 Kurgäste (im Jahr 1864), die sich auf der Insel aufhielten. Die Vorgänger der Windmühle waren die nicht sehr ertragreichen Hand- oder Pferdemühlen. Zudem musste Mehl noch zusätzlich und kostspielig vom Festland bestellt werden. Die Mühle steht auf einer flachen Düne, die sich zur Zeit der Erbauung außerhalb der Deichanlagen im Überflutungsgebiet befand. Heute ist es die Kreuzung von Marienstraße und Mühlenstraße, östlich des heutigen Stadtzentrums von Norderney, gegenüber der Napoleonschanze am neuen Kurpark der Insel. Die Mühle selbst steht als Bau- und Industriedenkmal unter Denkmalschutz und wird in niederdeutscher Sprache Selden Rüst genannt, was übersetzt selten Rast bedeutet. Im Jahr 1895 kaufte der Müllermeister Eilert Ibben Fleetjer im Alter von 56 Jahren, der bereits in den Jahren 1875/76 eine Windmühle in Schirum erbauen ließ, die Mühle und übergab sie im Jahr 1910 an seinen Sohn Okko Luitjens Fleetjer, in dessen Besitz sie bis in das Jahr 1962 blieb. Im 19. Jahrhundert konnten die beiden Mahlsteine täglich bei einem Wind ab etwa fünf bis sechs Windstärken bis zu fünf Tonnen des auf der Insel angebauten Getreides (Weizen, Roggen und Gerste) für die Norderneyer Bäcker mahlen.
Der Achtkant und die Kappe sind als einziges Gebäude der Insel Norderney mit Reet gedeckt. Die Windrose oberhalb der Rückseite der Mühlenkappe dient der Flügelnachführung und dreht die Kappe mit den segelbespannten Flügeln über ein Zahnradwinkelgetriebe in den Wind. Unterhalb der Windrose ragt der Bremsbalken heraus (mit Fuchs), mit dem die Bandbremse am Kammrad zur Abbremsung bzw. Feststellung der Flügelachse betätigt werden kann. Nachdem ein Flügel im März 1951 aufgrund eines Sturmes gebrochen war, brannte die Mühle nach Reparaturarbeiten an der Blitzableiteranlage am 24. April desselben Jahres völlig nieder. Die Norderneyer Feuerwehr löschte den Brand und konnte eines der Wahrzeichen der Insel vor der kompletten Vernichtung retten.
Da die Mühle von der Familie Fleetjer ausreichend feuerversichert war, konnte sie aus diesen Mittel einigermaßen wiederhergestellt werden.
Der Mühlenbetrieb konnte schon wenige Tage nach dem Brand wieder aufgenommen werden. Im Jahr 1965 begannen Restaurierungsarbeiten durch den Mühlenbauer Hermann Böök aus Dunum in Ostfriesland. Diese Umbauarbeiten umfassten auch den Ausbau des Erdgeschosses mit dem noch heute in der Mühle befindlichen Gastronomiebetrieb.
Im Jahr 2022 kaufte die Stadt Norderney die Mühle. Die zukünftige Nutzung (Stand: August 2022) ist noch nicht geklärt; es liegen mehrere Vorschläge zur Prüfung vor, darunter eine Fortführung des Gastronomiebetriebs. Ebenso gibt es Vorschläge zur kulturellen Nutzung, oder ob ein Wiederbetrieb als Getreidemühle vorstellbar sei.

## Instandsetzungsarbeiten
Das Reetdach wurde 1990 erneuert, die Flügel 1992 ausgetauscht. Im September 2011 wurde ein tragender Balken der Mühlenkappe durch den aus Dunum stammenden Zimmermann Henno Böök erneuert.

## Sonstiges
Seit 2010 ist die Mühle Station 47 der Niedersächsischen Mühlenstraße. Eine Bilderausstellung zur Geschichte der Mühle befindet sich im Conversationshaus am Kurplatz Norderneys. Von ehrenamtlichen Mühleninspektoren wird die Mühle in unregelmäßigen Abständen zu Schauzwecken betrieben.